# Norbert Sund
Norbert Sund (* 1. Januar 1959) ist ein deutscher Volleyballspieler.

## Karriere
Norbert Sund spielte seit 1973 in seiner Heimat Volleyball beim ASV Hettenleidelheim. Nach einer Saison 1977/78 beim Zweitligisten Eintracht Frankfurt wechselte er zum Bundesligisten TSV Bonn. In dieser Zeit spielte er auch in der deutschen Nationalmannschaft. 1980 ging der Annahmespezialist zum Lokalrivalen SSF Bonn, mit dem er gleich in seiner ersten Saison Deutscher Meister wurde. 1985 wechselte Sund zurück zum SC Fortuna Bonn und gewann hier 1987 den DVV-Pokal. Danach ging er zurück in seine Pfälzer Heimat und spielte seitdem in der 2. Bundesliga, Regionalliga und Oberliga für den VBC Ludwigshafen, für den SC Mutterstadt, für die VSG Mannheim-Käfertal und seit 2004 für den TSV Speyer. Hier war Sund zeitweise auch Spielertrainer und spielte 2012/13 in der neugeschaffenen Dritten Liga. Danach konzentrierte er sich auf seine Trainertätigkeit.

## Berufliches
Sund arbeitete als Lehrer für Mathematik, Sport und Informatik am Werner-Heisenberg-Gymnasium Bad Dürkheim.